# Палла

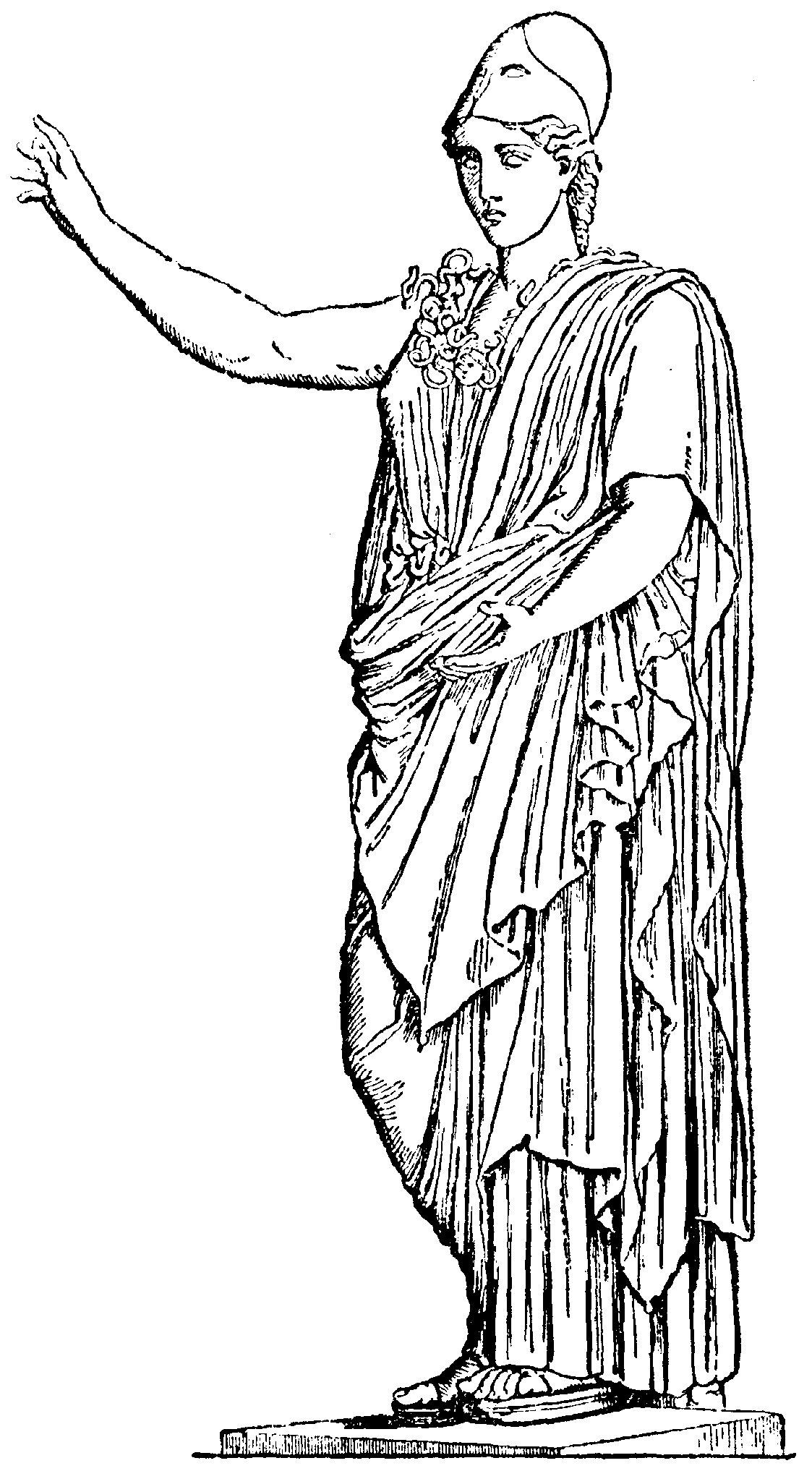
Афина Веллетри (статуя I века; Лувр), одетая в паллу

Палла — древнеримское женское одеяние, имевшее форму квадратного или продолговатого четырёхугольного пледа, иногда с вышивкой. Первоначально палла служила исподней одеждой, как дорический хитон, но в раннее время республики её заменила туника, и палла сделалась верхней одеждой для выходов.
Один конец паллы набрасывали на левое плечо, средней частью обёртывали спину, а другой конец или перебрасывали через правое плечо, или просовывали сзади через правую руку, оставляя её свободной, причём самый конец спускался с левой кисти к ногам. В плохую погоду или при жертвоприношениях закутывались в паллу с головой. Иногда её закрепляли с помощью застёжек (fibula) и даже пояса (zona). Как верхняя одежда, палла была для женщин то же, что тога для мужчин. Во времена империи палла стала постепенно выходить из моды и в третьем веке была заменена далматикой и колобием. Палла была одеждой преимущественно незнатных женщин (матроны носили столу), иноземок, вольноотпущенниц и гетер.